# Cerros de Millonhue
Los cerros de Millonhue están situados en la Comuna de Lebu, en la Provincia de Arauco, Región del Bío-Bío. Es el límite sur de la Bahía del Carnero. Forman parte de la Cordillera de Nahuelbuta.

## Distancias
- Punta Millonhué (17,6 km)
- Punta Millaneco (20,1 km)
- Punta Huenteguapi (28,9km)
- Punta Tucapel (29,1 km)